# Cole Van Lanen
Cole Thomas Van Lanen (Green Bay, 23 aprile 1998) è un giocatore di football americano statunitense che milita nel ruolo di offensive tackle per i Jacksonville Jaguars della National Football League (NFL).

## Carriera

### Green Bay Packers
Van Lanen al college giocò a football a Wisconsin. Fu scelto nel corso del sesto giro (214º assoluto) nel Draft NFL 2021 dai Green Bay Packers. Fu svincolato il 31 agosto 2021 e rifirmò con la squadra di allenamento il giorno successivo. Fu promosso nel roster attivo il 18 dicembre per la gara della settimana 15 contro i Baltimore Ravens. La sua stagione da rookie si concluse con una sola presenza.

### Jacksonville Jaguars
Il 24 agosto 2022 Van Lanen fu scambiato con i Jacksonville Jaguars per una scelta del settimo giro. Nella stagione 2022 disputò 16 partite, nessuna delle quali come titolare.